# Charles Coffey
Charles Coffey (okolo 1700 Irsko? – 13. května 1745 Londýn) byl irský dramatik, operní libretista a hudební aranžér.

## Život
Narodil se na přelomu 17. a 18. století v Irsku. Přesné datum ani místo narození není známo. Na jevišti v Dublinu debutoval v roce 1724 hrou A Wife and No Wife. V Dublinu také uvedl svou první ballad operu The Beggar’s Wedding, která měla zužitkovat popularitu Žebrácké opery Johna Gaye a Johanna Christopha Pepusche. Úspěch se však nedostavil.
V roce 1729 se přestěhoval do Londýna, kde v divadle Haymarket uvedl zkrácenou versi pod názvem Phebe, or The Beggar's Wedding, která se již úspěchu dočkala. Největší slávu však sklidil za svou ballad operu The Devil to Pay, or The Wives Metamorphos'd (1731), která se stala druhou nejúspěšnější ballad operou 18. století po Žebrácké opeře. V roce 1736 si pruský velvyslanec v Anglii objednal německou úpravu této opery, která pod názvem Der Teufel ist los, oder Die verwandelten Weiber byla uvedena v řadě německých měst a měla velký vliv na formování a rozvoj německého singspielu.

## Dílo

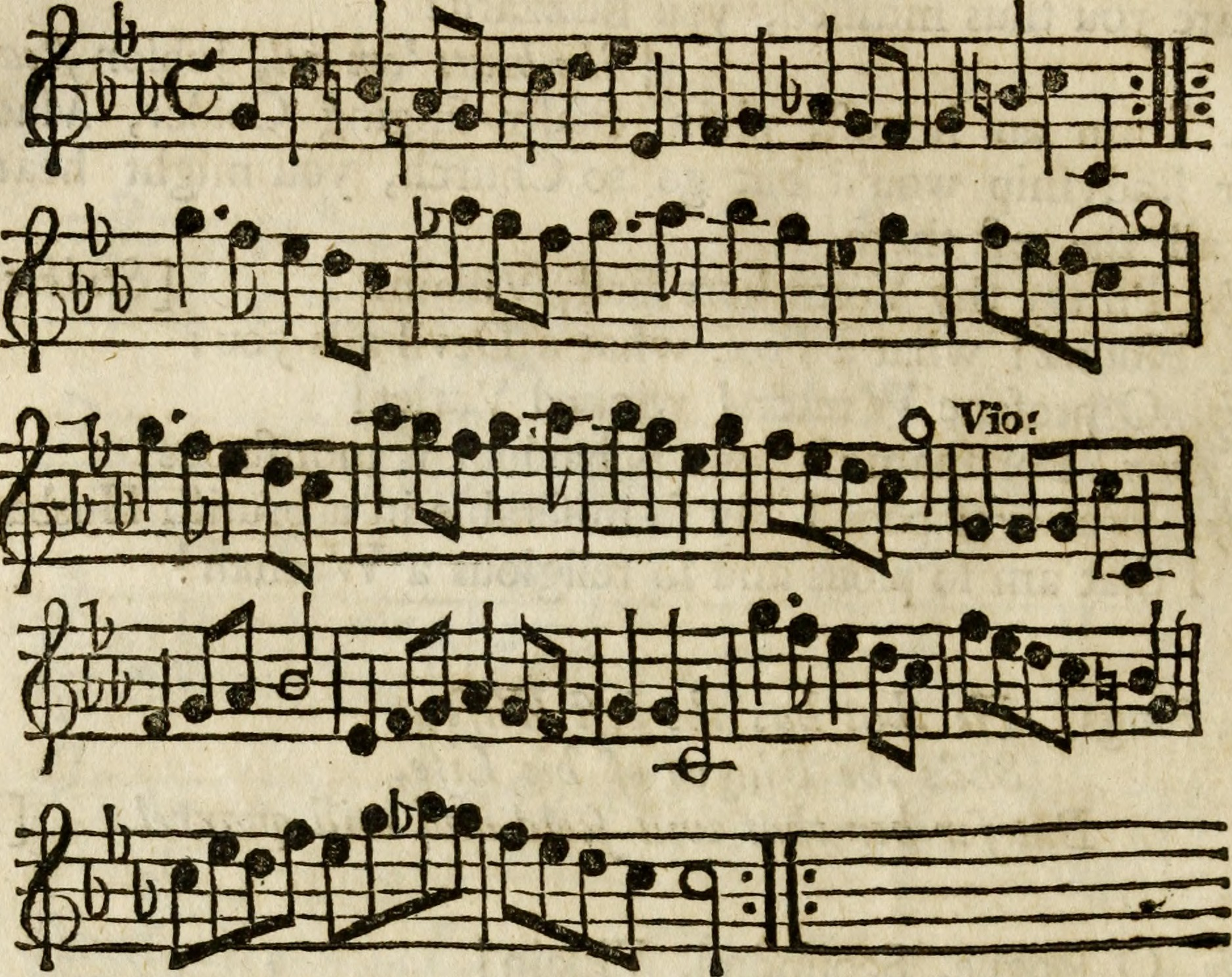
Úryvek z ballad opery The Devil to Pay.

- A Wife and No Wife (divadelní hra, Dublin, 1724)
- The Beggar’s Wedding (ballad opera, 1729)
- Southwark Fair, or The Sheep-Shearing (ballad opera, 1729)
- Female Parson, or The Beau in the Suds (balled opera, 1730)
- The Devil to Pay, or The Wives Metamorphos'd (spolupráce John Mottley podle divadelní hry Thomase Jevona The Devil of a Wife, 1731)
- The Boarding-School, or The Sham Captain (ballad opera podle divadelní hry Love for Money, or, The Boarding-School' Thomase d'Urfeye, 1733)
- The Merry Cobler, or The Second Part of The Devil to Pay (ballad opera, 1735)
- The Devil Upon Two Sticks, or The Country Beau (ballad opera, 1745)